# Drljača (oruđe)
Drljača, brana, zuba ili zubača je poljodjelsko oruđe kojim se na tlu razbija pokorica, tlo sitni i poravnava nakon oranja ili sjetve ili se uništavaju korovi. Ima više tipova; najčešće se sastoji od kruta okvira na kojem su pričvršćeni čelični zupci. 
U predindustrijskom su gospodarstvu bile u uporabi drljače od svežnjeva pruća ili od klinova pričvršćenih za drveni okvir. Izrađivale su se kod kuće. Upotrebljavale su se u južnoj Istri, dalmatinskom zaleđu i Lici. Brane s klinovima – prije drvenima, poslije željeznima – različita su oblika: s poprečnim prečkama u trapeznom (sjeverna i središnja Hrvatska) ili trokutnom okviru (Istra, Gorski kotar, Lika); s uzdužnim prečkama u pravokutnom okviru (Karlovačka županija). Izrađivali su ih seoski kolari, tesari i kovači. Okvirnima se vlačilo nakon oranja, a drljačama od pruća nakon sijanja.

## Tanjurača
Tanjurača je priključno poljodjelsko oruđe kojim se tlo obrađuje od 5 do 15 centimetara dubine. Radni su dijelovi konkavni tanjuri nanizani na zajedničku osovinu. Obod tanjura može biti cjelovit ili izrezan; njihov je promjer za lake tanjurače od 40 do 50 centimetara, srednje teške od 50 do 55 centimetara i za teške tanjurače više od 55 centimetara. Tanjuri sijeku, podižu, potiskuju u stranu, miješaju i mrve tlo, pa se tanjuračama obavlja predsjetvena obrada tla, prašenje strništa, zatrpavanje razora i razvlačenje takozvanog grebena nastalih oranjem na slogove i poravnavanje oranice.